# Хорупанська сільська рада
Хо́рупанська сільська́ ра́да — колишній орган місцевого самоврядування у Млинівському районі Рівненської області. Адміністративний центр — село Хорупань.

## Загальні відомості
- Хорупанська сільська рада утворена в 1944 році.
- Територія ради: 49,25 км²
- Населення ради: 1 595 осіб (станом на 2001 рік)

## Населені пункти
Сільській раді підпорядковані населені пункти:
- с. Хорупань
- с. Аршичин
- с. Головчиці
- с. Мятин
- с. Пекалів

## Склад ради
Рада складається з 16 депутатів та голови.
- Голова ради: Андрієнко Василь Васильович
- Секретар ради: Лукащук Василь Самійлович

### Керівний склад попередніх скликань
| Прізвище, ім'я, по батькові | Основні відомості                                                                                  | Дата обрання | Дата звільнення |
| --------------------------- | -------------------------------------------------------------------------------------------------- | ------------ | --------------- |
| Андріенко Василь Васильович | Сільський голова, 1976 року народження, безпартійний                                               | 26.03.2006   | 31.10.2010      |
| Андрієнко Василь Васильович | Сільський голова, 1976 року народження, освіта вища, член Всеукраїнського об'єднання «Батьківщина» | 31.10.2010   |                 |

Примітка: таблиця складена за даними сайту Верховної Ради України